# Gia Hanh
Gia Hanh là một xã thuộc huyện Can Lộc, tỉnh Hà Tĩnh, Việt Nam.

## Địa lý - Hành chính
Xã còn có một số tên gọi không chính thức khác là Nhân Lộc, hoặc Trại Cày. Xã cách trung tâm huyện Can Lộc 12 km về phía Tây.
- Kinh độ: 18022,26, 105042,28, kinh độ Đông
- Vĩ độ: 18022"19, 105042,45, vĩ độ Bắc

Địa giới hành chính xã Bắc giáp xã Trường Lộc và Yên Lộc; Nam giáp xã Thượng Lộc; Đông giáp xã Vĩnh Lộc; Tây giáp xã Phú Lộc và xã Phương Mỹ, Hương Khê.
Diện tích tự nhiên toàn xã là 1873,3 ha.
Đây là một xã miền núi thuộc vùng trà sơn, địa hình chia cắt mạnh bởi đồi núi điểm cao nhất có độ cao 320m so với mức nước biển.

## Giao thông
Xã có tuyến đường quốc lộ 15A, đường liên xã và đường 70 cắt ngang theo hướng đông bắc, nơi đây có địa hình cao. Đây chính là cửa ngõ để vào Ngã ba Đồng Lộc nổi tiếng thời Chiến tranh Việt Nam.

## Dân cư - Kinh tế
Gia Hanh là một xã thuần nông, có 10 thôn Phan Sơn, Nghĩa Sơn, Bình Sơn, Bắc Trung Sơn, Nhân Phong, Ngọc Lâm, Trung Ngọc, Kim Sơn, Hồng Tiên, Tân Bình.
Dân số toàn xã có 1.719 hộ, 7.096 người, trong đó 42% là tín đồ Công giáo.

## Giáo dục
Là một xã nghèo nhưng có phong trào học tập khá tốt. Trên địa bàn xã có Trường THCS xã Gia Hanh (đạt chuẩn quốc gia), Trường Tiểu học 1 xã Gia Hanh, Trường Tiểu học 2 xã Gia Hanh, và Trường mầm Non xã Gia Hanh (đạt chuẩn quốc gia).